# 유현 (삼국지연의)
유현(劉賢, ? ~ ?)은 후한 말기 영릉 태수 유탁(劉度)의 아들이다.
208년 적벽 대전 후 형주 평정전에서 유비군이 영릉에 쳐들어오자 부하 형도영(邢道榮)을 내보내 요격했다. 그러나 형도영이 패하자 직접 전투에 나가 야습을 하지만 도리어 제갈량(諸葛亮)에게 간파당해 형도영은 조운(趙雲)에게 죽고 자신은 장비(張飛)에게 사로잡혔다. 이후 제갈량의 설득으로 항복해 형주에서 군무에 올랐다.